# バングラ
バングラ（bhangra, パンジャーブ語：ਭੰਗੜਾ）は、インドとパキスタンにまたがるパンジャーブ州の民謡および舞踊。

## 概要
- その綴りからしばしばバングラデシュの音楽であると誤解されるが、前者（舞踊）は【bhangra】、後者（国名）は【bangladesh】となり、無関係である。
- 現在は、UK産クラブミュージック風に編曲、リミックスされたモダンなバングラが主流。伝統的なバングラに対して、こちらはバングラ・ビート（Bhangra Beat）と呼ばれることもある。

## 主なバングラのアーティスト

### イギリス（UK）
- アマン・ハイェル（英語版）
- B21 (インド系デュオ)（英語版）
- バリー・サグー（英語版）
- ボンベイ・トーキー（英語版）
- チャンニ・シン（英語版）
- DCS (バンド)（英語版）
- ドール・アカデミー（英語版）
- ドール・ファウンデーション（英語版）
- ヒーラ・グループ・UK（英語版）
- ジャシ・シドゥ（英語版）
- ジェイ・ショーン
- ジャギー・D（英語版）
- クルジット・バムラ（英語版）
- マルキット・シン（英語版）
- Ms・スキャンダラス（英語版）
- パンジャービーMC
- RDB (バンド)（英語版）
- ラニー・タージ（英語版）
- リシ・リッチ（英語版）
- サホタス（英語版）
- スクシンデル・シンダ（英語版）
- スワミ（英語版）
- ヴェロニカ (インド系歌手)（英語版）

### カナダ
- ハルバジャン・マン（英語版）
- ジョシュ (グループ)（英語版）
- カマル・ヒール（英語版）
- マンモハン・ワリス（英語版）
- サルブジット・チーマ（英語版）

### デンマーク
- アニーラ（英語版）

### インド
- アチャナック（英語版）
- アラープ
- バブー・マーン（英語版）
- ダレル・メヘンディ
- グルダス・マーン（英語版）
- ハンス・ラージ・ハンス（英語版）
- ジャジー・B（英語版）
- クルウィンデル・ディロン（英語版）
- サルドゥール・シカンデル（英語版）
- スクビル（英語版）
- スリンデル・シンダ（英語版）
- ヨー・ヨー・ハニー・シン（英語版）

### パキスタン
- アブラール・ウル・ハク（英語版）
- マルクー（英語版）
- シャージャ・マンズール（英語版）